# T. J. Thyne
Thomas Joseph Thyne, detto TJ (Boston, 7 marzo 1975), è un attore statunitense, famoso per l'interpretazione di Jack Hodgins nella serie televisiva Bones.
Figlio di John J. Thyne II e Kathleen Thyne, ha cinque fratelli uno dei quali è il produttore televisivo Tone Thyne, e un altro, John Thyne III, è un avvocato del consiglio cittadino di Santa Barbara dal 2009.

## Filmografia

### Cinema
- EdTV, regia di Ron Howard (1999)
- Scriptfellas, regia di Sanford Bookstaver (1999)
- Erin Brockovich - Forte come la verità (Erin Brockovich), regia di Steven Soderbergh (2000)
- Preston Tylk, regia di Jon Bokenkamp (2000)
- Le avventure di Rocky e Bullwinkle (The Adventures of Rocky & Bullwinkle), regia di Des McAnuff (2000)
- Il Grinch (Dr. Seuss' How the Grinch Stole Christmas), regia di Ron Howard (2000)
- What Women Want - Quello che le donne vogliono (What Women Want), regia di Nancy Meyers (2000)
- Love Her Madly, regia di Ray Manzarek (2000)
- I Am on Film, regia di Josh Greenberg (2000)
- Heartbreakers - Vizio di famiglia (Heartbreakers), regia di David Mirkin (2001)
- The Sky Is Falling, regia di Florrie Laurence (2001)
- Ghost World, regia di Terry Zwigoff (2001)
- Missione ad alto rischio (Critical Mass), regia di Fred Olen Ray (2001)
- Due sballati al college (How High),  regia di Jesse Dylan (2001)
- Timecop 2, regia di Steve Boyum (2003)
- Rent-a-Person, regia di Kurt Kuenne – cortometraggio (2004)
- Exposed, regia di Misti Barnes (2003)
- Tutto può succedere - Something's Gotta Give (Something's Gotta Give), regia di Nancy Meyers (2003)
- Nata per vincere (Raise Your Voice), regia di Sean McNamara (2004)
- Validation, regia di Kurt Kuenne – cortometraggio (2007)
- The Phone Book, regia di Kurt Kuenne – cortometraggio (2008)
- Ball Don't Lie, regia di Brin Hill (2008)
- The Human Contract, regia di Jada Pinkett Smith (2008)
- One Dry Run, regia di T.J. Thyne – cortometraggio (2010)
- Shuffle, regia di Kurt Kuenne (2011)
- Stop regia di T.J. Thyne – cortometraggio (2011)
- The Pardon, regia di Tom Anton (2013)

### Televisione
- City Guys – serie TV, episodio 1x11 (1997)
- Quell'uragano di papà (Home Improvement) – serie TV, episodio 7x19 (1998)
- Cinque in famiglia (Party of Five) – serie TV, episodio 5x01 (1998)
- The Wayans Bros. – serie TV, episodio 5x02 (1998)
- Friends – serie TV, episodio 5x03 (1998)
- Kenan & Kel – serie TV, episodio 3x11 (1999)
- The Darwin Conspiracy – film TV (1999)
- Jesse – serie TV, episodio 1x12 (1999)
- It's Like, You Know... – serie TV, episodio 1x04 (1999)
- Becker – serie TV, episodio 1x21 (1999)
- G vs E – serie TV, episodio 1x07 (1999)
- Rude Awakening – serie TV, episodio 2x16 (1999)
- Kilroy – film TV (1999)
- Ultime dal cielo (Early Edition) – serie TV, episodio 4x14 (1999)
- Then Came You – serie TV, episodio 1x05 (2000)
- Strepitose Parkers – serie TV, episodio 2x01 (2000)
- Walker Texas Ranger – serie TV, 4 episodi (2000)
- Just Shoot Me! – serie TV, episodio, episodio 5x08 (2000)
- Titus – serie TV, episodio 2x09 (2000)
- Così è la vita (That's Life) – serie TV, episodio 2x03 (2001)
- The Tick – serie TV, episodio 1x02 (2001)
- That '80s Show – serie TV, episodio 1x03 (2002)
- Dharma & Greg – serie TV, 2 episodi (1998-2002)
- MDs – serie TV, episodio 1x05 (2002)
- Fastlane – serie TV, episodio 1x06 (2002)
- Tutto in famiglia (My Wife and Kids) – serie TV, 3 episodi (2002-2005)
- I Finnerty (Grounded for Life) – serie TV, episodio 4x05 (2003)
- Half & Half – serie TV, episodio 2x04 (2003)
- Good Morning, Miami – serie TV, episodio 2x02 (2003)
- Angel – serie TV, 3 episodi (2003-2004)
- NCIS - Unità anticrimine (NCIS) – serie TV, episodi 1x13-21x07-22x13 (2004-2025)
- CSI - Scena del crimine (CSI: Crime Scene Investigation) – serie TV, episodio 4x14 (2004)
- Cold Case - Delitti irrisolti (Cold Case) – serie TV, episodio 1x20 (2004)
- Nip/Tuck – serie TV, episodio 2x14 (2004)
- Jack & Bobby – serie TV, episodio 1x04 (2004)
- Senza traccia (Without a Trace) – serie TV, episodio 3x03 (2004)
- Streghe (Charmed) – serie TV, episodio 7x06 (2004)
- Boston Legal – serie TV, episodio 1x06 (2004)
- Huff – serie TV, 3 episodi (2004-2005)
- CSI: NY – serie TV, episodio 1x11 (2005)
- The O.C. – serie TV, episodio 2x12 (2005)
- 24 – serie TV, episodio 4x17 (2005)
- Bones – serie TV, 245 episodi (2005-2017)
- Getting Played – film TV (2006)
- Fox Fall Preview – film TV (2010)
- Il risolutore (The Finder) – serie TV, episodio 1x06 (2012)
- Law & Order - Unità vittime speciali (Law & Order: Special Victims Unit) – serie TV, episodio 20x19 (2019)
- Gentefied – serie TV, 3 episodi (2020)
- Grey's Anatomy – serie TV, 2 episodi (2020)
- American Crime Story – serie TV, episodio 3x05 (2021)
- The Rookie – serie TV, episodio 4x05 (2021)
- The Offer – miniserie TV, 5 episodi (2022)

## Doppiatori italiani
Nelle versioni in italiano delle opere in cui ha recitato, T.J. Thyne è stato doppiato da:
- Gabriele Sabatini in Grey's Anatomy, NCIS - Unità anticrimine (ep. 21x07, 22x13), High Potential
- Franco Mannella in Bones, Il risolutore
- Corrado Conforti ne Il Grinch
- Luca Bottale in Due sballati al college
- Fabrizio Picconi in NCIS - Unità anticrimine (ep. 1x13)
- Nino D'Agata in CSI: NY
- Luigi Rosa in Nip/Tuck
- Roberto Certomà in The O.C.
- David Chevalier in Cold Case - Delitti irrisolti
- Loris Loddi in 24
- Simone D'Andrea in Law & Order - Unità vittime speciali
- Alberto Bognanni in The Offer

Da doppiatore è stato sostituito da:
- Matteo De Mojana in Horizon Forbidden West